# Acer jingdongense
Acer jingdongense é uma espécie de árvore do gênero Acer, pertencente à família Aceraceae.